# كاي ساكورا
كاي ساكورا (باليابانية: 朝倉 海؛ مواليد 31 أكتوبر 1993) هو مُقاتل فنون قتالية مختلطة ياباني. يُنافس حاليا في فئة وزن الذبابة في يو إف سي. نافس سابقًا في منظمة رايزن للقتال، حيث كان بطل رايزن لوزن الديك. أصبح مُنافسًا محترفًا منذ عام 2012، كما تنافس أيضًا في بطولة رود القتالية وحلقات شبكة القتال وديب. صنفه موقع فايت ماتريكس في المركز 25 في وزن الديك على مستوى العالم اعتبارًا من يونيو 2024.

## نشأته
في المدرسة الابتدائية، تدرب كاي على رياضة الكاراتيه والسومو، بالإضافة إلى قضاء ثلاث سنوات في التدرب على الكرة الطائرة.
قضى كاي وشقيقه ميكورو معظم طفولتهما متورطين في العديد من قتالات الشوارع. وكان الأخوان يتقاتلان أيضًا في كثير من الأحيان، وهو ما يعزو إليه كاي قوته كمُقاتل محترف في فنون القتال المختلطة. وعندما دخلا مرحلة المراهقة، بناءً على اقتراح معالج نفسي، قامت والدتهما بتسجيلهما في دروس الملاكمة.
بينما كان طالبًا في السنة الثالثة في مدرسة تويوهاشي التقنية الثانوية التابعة لمحافظة آيتشي، أخذه شقيقه إلى دوجو زين دوكاي تويوهاشي، والذي كان بمثابة أول تعريف لكاي بفنون القتال المختلطة. كان بإصرار وتشجيع شقيقه ميكورو، هو الذي دفعه إلى الاهتمام بالقتال.

## مسيرته في فنون القتال المختلطة

### بدايته
بدأ ساكورا مسيرته الاحترافية تحت لواء ديب، عندما واجه زميله تومويا سوزوكي الذي يشارك لأول مرة في البطولة. فاز ساكورا بالنزال عن طريق الضربة الفنية القاضية في الجولة الأولى.

### منظمة رايزن للقتال

#### ثاني فترة لقب
واجه ساكورا خوان أرشوليتا على بطولة رايزن لوزن الديك في 31 ديسمبر 2023، في حدث رايزن 45. في الأوزان، بلغ وزن أرشوليتا 140.65 رطلاً، أي 5.65 رطلاً فوق الحد الأقصى. ونتيجة لذلك، جُرِّد أرشوليتا من اللقب ولم سوى ساكورا المؤهل للفوز باللقب. فاز ساكورا بالنزال عن طريق الضربة الفنية القاضية في الجولة الثانية.

### يو إف سي
في 8 يونيو 2024، تم الإعلان عن توقيع ساكورا مع يو إف سي.
في أول ظهور له في المنظمة، من المقرر أن يُنافس ساكورا على لقب بطولة يو إف سي لوزن الذبابة ضد البطل ألكسندر بانتوجا في 7 ديسمبر 2024 في حدث يو إف سي 310.

## حياته الشخصية
هو الأخ الأصغر لميكورو ساكورا
بصرف النظر عن مسيرته في فنون القتال المختلطة، فهو أيضًا من صانع محتوى على اليوتيوب المشهورين في اليابان، حيث اكتسب أكثر من 616،000 مشترك في أقل من عام وجمع أكثر من 441 مليون مشاهدة منذ يونيو 2019.

## البطولات والإنجازات

### فنون القتال المختلطة
- منظمة رايزن للقتال
  - بطولة رايزن لوزن الديك (مرتين؛ سابقًا)
  - وصيف جائزة رايزن الكبرى لوزن الديك 2021
- حلقات شبكة القتال
  - بطولة الحلقات 60 كغ (مرة واحدة)
  - بطولة الهواة لوزن الديك (مرة واحدة)[17]

### الجوائز
- إي فايت.جيه بي
  - مقاتل الشهر في أغسطس 2019[18]

## سجل فنون القتال المختلطة
| السجل المهني |        |         |
| 26 نزال      | 21 فوز | 5 خسارة |
| ضربة قاضية   | 13     | 3       |
| إخضاع        | 3      | 1       |
| قرار القضاة  | 5      | 1       |

| النتيجة | السجل | الخصم                 | الطريقة                                  | الحدث                                            | التاريخ        | الجولة | الوقت | المكان                              | الملاحظات |
| ------- | ----- | --------------------- | ---------------------------------------- | ------------------------------------------------ | -------------- | ------ | ----- | ----------------------------------- | --- |
| خسر     | 21–5  | ألكسندر بانتوجا       | إخضاع فني (خنق خلفي عاري)                | يو إف سي 310                                     | 7 ديسمبر 2024  | 2      | 2:05  | لاس فيغاس، نيفادا، الولايات المتحدة | دافع عن لقب بطولة يو إف سي لوزن الذبابة. |
| فاز     | 21–4  | خوان أرشوليتا         | ضربة فنية قاضية (بالركبة للجسم واللكمات) | رايزن 45                                         | 31 ديسمبر 2023 | 2      | 3:20  | سايتاما، اليابان                    | فاز بلقب بطولة رايزن لوزن الديك الشاغر. فشل أرشوليتا في تحقيق الوزن (140.65 رطل) وتم تجريده من اللقب. كان ساكورا فقط مؤهلاً للفوز باللقب. ثم ألغى اللقب في 9 يونيو 2024. |
| فاز     | 20–4  | يوكي موتويا           | ضربة قاضية (بالركبة للجسم)               | رايزن 42                                         | 6 مايو 2023    | 3      | 2:25  | طوكيو، اليابان                      | |
| خسر     | 19–4  | دايو أوجيكوبو         | قرار الحكام (بالإجماع)                   | رايزن 33                                         | 31 ديسمبر 2021 | 3      | 5:00  | سايتاما، اليابان                    | نهائي لجائزة رايزن الكبرى لوزن الديك 2021. |
| فاز     | 19–3  | كينتا تاكيزاوا        | قرار الحكام (بالإجماع)                   | رايزن 33                                         | 31 ديسمبر 2021 | 3      | 5:00  | سايتاما، اليابان                    | نصف النهائي لجائزة رايزن الكبرى لوزن الديك 2021. |
| فاز     | 18–3  | آلان يامانيها         | قرار الحكام (بالإجماع)                   | رايزن 30                                         | 19 سبتمبر 2021 | 3      | 5:00  | سايتاما، اليابان                    | ربع النهائي لجائزة رايزن الكبرى لوزن الديك 2021. |
| فاز     | 17–3  | شوتو واتانابي         | ضربة فنية قاضية (باللكمات)               | رايزن 28                                         | 13 يونيو 2021  | 1      | 3:22  | طوكيو، اليابان                      | الجولة الافتتاحية لجائزة رايزن الكبرى لوزن الديك 2021. |
| خسر     | 16–3  | كيوجي هوريجوتشي       | ضربة فنية قاضية (باللكمات)               | رايزن 26                                         | 31 ديسمبر 2020 | 1      | 2:48  | سايتاما، اليابان                    | خسر لقب بطولة رايزن لوزن الديك. |
| فاز     | 16–2  | شوجي ماروياما         | ضربة فنية قاضية (باللكمات والركلات)      | رايزن 24                                         | 27 سبتمبر 2020 | 1      | 2:37  | سايتاما، اليابان                    | نزال بدون لقب. |
| فاز     | 15–2  | دايو أوجيكوبو         | ضربة قاضية (بالركلات الركبة والركلات)    | رايزن 23                                         | 10 أغسطس 2020  | 1      | 4:31  | يوكوهاما، اليابان                   | فاز بلقب بطولة رايزن لوزن الديك الشاغر. |
| خسر     | 14–2  | مانيل كابي            | ضربة فنية قاضية (باللكمات)               | رايزن 20                                         | 31 ديسمبر 2019 | 2      | 0:38  | سايتاما، اليابان                    | على لقب بطولة رايزن لوزن الديك الشاغر. |
| فاز     | 14–1  | أولكا ساساكي          | ضربة فنية قاضية (فك مكسور)               | رايزن 19                                         | 12 أكتوبر 2019 | 1      | 0:54  | أوساكا، اليابان                     | |
| فاز     | 13–1  | كيوجي هوريجوتشي       | ضربة قاضية (باللكمات)                    | رايزن 18                                         | 18 أغسطس 2019  | 1      | 1:08  | ناغويا، اليابان                     | نزال بدون لقب. |
| فاز     | 12–1  | جاي هون مون           | قرار الحكام (بالإجماع)                   | رايزن: يارينوكا الأخيرة لهيسي!                   | 30 ديسمبر 2018 | 3      | 5:00  | سايتاما، اليابان                    | |
| فاز     | 11–1  | ثانونجساكليك تشواتانا | قرار الحكام (بالإجماع)                   | رايزن 13                                         | 30 سبتمبر 2018 | 3      | 5:00  | سايتاما، اليابان                    | |
| فاز     | 10–1  | مانيل كابي            | قرار الحكام (بالانقسام)                  | رايزن 10                                         | 6 مايو 2018    | 3      | 5:00  | فوكوكا، اليابان                     | |
| فاز     | 9–1   | كيزيمون سايجا         | ضربة فنية قاضية (باللكمات والركبة)       | جائزة رايزن العالمية الكبرى 2017: الجولة الثانية | 29 ديسمبر 2017 | 2      | 2:34  | سايتاما، اليابان                    | |
| خسر     | 8–1   | جاي هون مون           | ضربة قاضية (باللكمات)                    | رود إف سي 039                                    | 10 يونيو 2017  | 3      | 2:38  | سول، كوريا الجنوبية                 | |
| فاز     | 8–0   | ألاتينج هيلي          | ضربة قاضية (بالركبة واللكمات)            | رود إف سي 037                                    | 11 مارس 2017   | 1      | 0:29  | سول، كوريا الجنوبية                 | |
| فاز     | 7–0   | يويتشي أوي            | ضربة فنية قاضية (باللكمات)               | الحلقات: الغريب 42                               | 4 سبتمبر 2016  | 1      | 4:52  | آيتشي، اليابان                      | على لقب بطولة الحلقات 60 كغ. |
| فاز     | 6–0   | أويانغ ليو            | إخضاع (خنق خلفي عاري)                    | رود إف سي 032                                    | 2 يوليو 2016   | 1      | 1:49  | تشانغشا، الصين                      | |
| فاز     | 5–0   | جونغ هيون كواك        | ضربة فنية قاضية (باللكمات)               | الحلقات: الغريب 38                               | 13 ديسمبر 2015 | 1      | 4:04  | طوكيو، اليابان                      | |
| فاز     | 4–0   | جونغ بين تشوي         | إخضاع (خنق دارس)                         | الحلقات: الغريب 37                               | 6 سبتمبر 2015  | 1      | 2:21  | شيزوكا، اليابان                     | |
| فاز     | 3–0   | كيغو تاكاياما         | ضربة فنية قاضية (باللكمات)               | الحلقات: الغريب 36                               | 19 يوليو 2015  | 1      | 0:40  | طوكيو، اليابان                      | |
| فاز     | 2–0   | ساتورو دايت           | ضربة فنية قاضية (باللكمات)               | الحلقات: الغريب 35                               | 17 مايو 2015   | 2      | 3:36  | طوكيو، اليابان                      | |
| فاز     | 1–0   | تومويا سوزوكي         | إخضاع (شريط الذراع)                      | ديب: تأثير القفص 2012                            | 16 سبتمبر 2012 | 1      | 2:34  | شيزوكا، اليابان                     | |

## سجل فنون القتال المختلطة للهواة
| سجل الهواة  |       |       |
| 10 نزال     | 8 فاز | 2 خسر |
| ضربة قاضية  | 5     | 0     |
| إخضاع       | 1     | 0     |
| قرار القضاة | 2     | 2     |

| النتيجة | السجل | الخصم            | الطريقة                    | الحدث              | التاريخ        | الجولة | الوقت | المكان                      | الملاحظات                          |
| ------- | ----- | ---------------- | -------------------------- | ------------------ | -------------- | ------ | ----- | --------------------------- | ---------------------------------- |
| فاز     | 8–2   | يويتشي أوي       | ضربة فنية قاضية (باللكمات) | الحلقات: الغريب 33 | 7 ديسمبر 2014  | 1      | غ/م   | يوكوهاما، كاناغاوا، اليابان | فاز بلقب بطولة وزن الديك الخارجي.  |
| فاز     | 7–2   | ماساميتشي يوشينو | ضربة فنية قاضية (باللكمات) | الحلقات: الغريب 33 | 7 ديسمبر 2014  | 1      | 0:22  | يوكوهاما، كاناغاوا، اليابان | نصف نهائي بطولة وزن الديك الخارجي. |
| فاز     | 6–2   | تاكايوكي أوكوجي  | ضربة فنية قاضية (باللكمات) | الحلقات: الغريب 32 | 7 سبتمبر 2014  | 1      | 0:23  | كادوما، أوساكا، اليابان     |                                    |
| فاز     | 5–2   | ماسايا كاميدي    | قرار الحكام (بالإجماع)     | الحلقات: الغريب 31 | 22 يونيو 2014  | 2      | 3:00  | طوكيو، اليابان              |                                    |
| فاز     | 4–2   | كينتا تانويه     | ضربة فنية قاضية (باللكمات) | الحلقات: الغريب 30 | 6 أبريل 2014   | 1      | 1:07  | طوكيو، اليابان              |                                    |
| فاز     | 3–2   | شوتا كانيكو      | ضربة فنية قاضية (باللكمات) | الحلقات: الغريب 29 | 16 فبراير 2014 | 1      | 1:09  | طوكيو، اليابان              |                                    |
| فاز     | 2–2   | ماساموني         | قرار الحكام (بالإجماع)     | الحلقات: الغريب 28 | 7 ديسمبر 2013  | 2      | 3:00  | كادوما، أوساكا، اليابان     |                                    |
| خسر     | 1–2   | ريوتا كيتامورا   | قرار الحكام (بالإجماع)     | الحلقات: الغريب 27 | 9 سبتمبر 2013  | 2      | 3:00  | أوساكا، اليابان             |                                    |
| خسر     | 1–1   | ريكو شيبويا      | قرار الحكام (بالإجماع)     | الحلقات: الغريب 25 | 21 أبريل 2013  | 2      | 3:00  | طوكيو، اليابان              |                                    |
| فاز     | 1–0   | داي أوكي         | إخضاع (شريط الذراع)        | الحلقات: الغريب 24 | 10 فبراير 2013 | 1      | 0:31  | طوكيو، اليابان              |                                    |

## ببليوغرافيا
- 『革命のアウトサイダー（كادوكاوا、2021）[19]

## وصلات خارجية
- كاي ساكورا على موقع شيردوغ (الإنجليزية)
- كاي ساكورا على موقع Tapology.com (الإنجليزية)